# مقاطعة همدان
مقاطعة همدان (بالفارسية: شهرستان همدان) هي إحدى مقاطعات محافظة همدان في إيران. كان عدد سكان المقاطعة سنة 2006 حوالي 626,183 نسمة.